# 雉岳站
雉岳站（：／ Chiak yeok */?）是韩国铁道公社的一個铁路车站，位于江原道原州市板富面，屬於中央线。

## 历史
- 1956年7月11日：开始使用。
- 2021年1月5日：停用本站。

## 相鄰車站
韓国铁道公社
中央线
金交信号场－雉岳－仓交信号场